# Список словацьких художників
Алфавітний список словацьких художників.

## А
- Янко Алексі (1894–1970)
- Сара Авні[sk] (народилася 1985)

## Б
- Імріх Барта (1925–1999)